# Ковалышин, Александр Петрович
Александр Петрович Ковалышин (укр. Олександр Петрович Ковалишин; род. 14 апреля 1928 год) — тракторист-комбайнёр колхоза имени Ленина Радеховского района Львовской области, Украинская ССР. Герой Социалистического Труда (1977).
С 1952 до 1958 года — комбайнёр Лопатинской МТС Львовской области. С 1958 года — тракторист-комбайнёр, бригадир тракторной бригады колхоза имени Ленина Радеховского района в селе Хмельное. Член КПСС.
Неоднократно занимал первые места в социалистическом соревновании среди комбайнеров Львовской области. В 1976 году собирал урожай в Зерноградский район Ростовской области РСФСР, где скосил зерновых на площади 315 гектаров и намолотил 584 тонны зерна. Вернувшись в колхоз имени Ленина Радеховского района, в 1976 году скосил зерновых на площади 296 гектаров и намолотил 1074 тонны зерна. Указом Президиума Верховного Совета СССР от 22 декабря 1977 года «за выдающиеся успехи, достигнутые во Всесоюзном социалистическом соревновании, проявленную трудовую доблесть в выполнении планов и социалистических обязательств по увеличению производства и продажи государству зерна и других продуктов земледелия в 1977 году» удостоен звания Героя Социалистического Труда с вручением ордена Ленина и золотой медали «Серп и Молот».
После выхода на пенсию проживал в посёлке Лопатин.
Награды
- Герой Социалистического Труда
- Орден Ленина — трижды (26.02.1958; 1973; 1977)
- Медаль «В ознаменование 100-летия со дня рождения Владимира Ильича Ленина»